# Павленко Віталій Миколайович
Віта́лій Микола́йович Павле́нко (* 1975) — фахівець у галузі аерокосмічної техніки. Доктор технічних наук (2013), професор (2014); лавреат Державної премії України в галузі освіти (2013).

## Життєпис
Народився 1975 року в місті Харків. Протягом 1982—1992 років навчався в середній загальноосвітній школі № 37 міста Харкова. У 1992 році вступив до Харківського авіаційного інституту ім. М. Є. Жуковського — на денну форму навчання факультету ракетно-космічної техніки; спеціальність «конструювання та виробництво виробів з композиційних матеріалів».
У 1998 році закінчив Харківський авіаційний інститут, отримав диплом з відзнакою за спеціальністю «конструювання та виробництво виробів з композиційних матеріалів»; присвоєно кваліфікацію «інженер-механік». Того ж року розпочав роботу на посаді молодшого наукового співробітника у Харківському авіаційному інституті. З травня 1998 по травень 2001 року навчався в аспірантурі Харківського авіаційного інституту. З травня 2001 року науковий співробітник, з липня 2001 року асистент, з вересня 2003 року доцент, а з січня 2008 року завідувач кафедри, Національного аерокосмічного університету ім. М. Є. Жуковського «Харківський авіаційний інститут».
З травня 2003 року по грудень 2008-го працював — за сумісництвом — на посаді начальника навчально-аналітичного відділу Національного аерокосмічного університету ім. М. Є. Жуковського. З 2008 року і надалі — проректор з науково-педагогічної роботи (навчальний напрям роботи) Національного аерокосмічного університету.
Під час роботи на посаді проректора працював на посадах доцента, професора кафедри теоретичної механіки, машинознавства та роботомеханічних систем ХАІ (за сумісництвом).
Кандидат технічних наук зі спеціальності «Процеси та машини обробки тиском» з 2003 року, доктор технічних наук зі спеціальності «Технологія машинобудування» з 2013 року, доцент кафедри теоретичної механіка та машинознавства з 2005 року, професор кафедри теоретичної механіки, машинознавства та роботомеханічних систем з 2014 року.
У 2013 році став Лауреатом Державної премії України в галузі освіти разом з колективом авторів в номінації «вища освіта» за цикл робіт «Навчально-методичне та науково-технічне забезпечення розвитку ракетно-космічної освіти в Україні та її інтеграція в міжнародний освітній простір».
Нагороджено Почесною грамотою Міністерства освіти і науки України у 2005 році, Подякою голови Харківської обласної державної адміністрації у 2010 році.

## Серед робіт
- «Технологія виготовлення деталей літальних апаратів з видаленням приписку»; підручник 2010;
- «Класичні та сучасні методи варіаційного числення» Навчальний посібник 2011;
- «Проектування шасі літаків» Підручник 2011;
- «Проектирование узлов и агрегатов авиационно-космической техники» Навчальний посібник 2013;
- «Сопротивление материалов. Решение задач» Навчальний посібник 2013;
- «Гнучкі робототехнічні комплекси для механічної обробки» Навчальний посібник 2014;
- «Основы инженерной логистики» Навчальний посібник 2017;
- «Теория механизмов и машин» Навчальний посібник 2017;
- «Технологія машинобудування. Основи отримання вакуумно-дугових покриттів» 2017